# Пуща-Водиця (заказник)
Пуща-Водиця — ландшафтний заказник місцевого значення в Україні. Розташований в Оболонському районі Києва.

## Історія
Заказник був створений рішенням Київської міської ради № 96/256 від 24.10.2002. Початкова площа – 563 га; збільшення площі на 0,2 га відбулося рішенням Київради від 06.10.2005р. №35/3499 та від 27.12.2007 №1532/4365.
Розташований між річкою Котурка, Гостомельським шосе, вулицею Міською та межею міста на півночі, в межах Київського лісництва: квартал 1 (вид. 10-12, 16, 23-28), квартали 2-5, квартал 6 (вид. 1-5, 7, 9, 10, 12-16), квартали 8-10, 11, 14, 15, 16, квартал 23 (вид. l-12, 15, 17, 20-22); квартал 24, 25, 32; квартал 33 (вид. 1-3, 12, 13, 17); квартали 45, 58, 59; квартал 73 (вид. 1-8, 11).

## Опис
За геоботанічним районуванням землі даної території містяться на стику двох природних рубежів – це межа між лісовою та лісостеповою зонами. Таке розташування Пуща-Водицьких лісових масивів на лінії зустрічі двох лісорослинних зон значною мірою позначається на рослинному світі даного урочища.
Головною цінністю Пуща-Водицьких лісових формацій є соснові і сосново-дубові ліси, вік яких місцями сягає 200 років, а кварталів із сосною віком у 180 років є чимало. Це дозволяє віднести обрані під охорону квартали до категорії пралісових екосистем, тобто натуральних лісових фітоценозів. Характерною особливістю таких насаджень є двоярусність деревного пологу. До складу верхнього ярусу входить сосна 1-11 бонітету. 
До складу другого ярусу входить дуб, здебільшого 111 бонітету. Інші деревні породи – береза бородавчаста і пухнаста, осика, вільха клейка – трапляються як домішки до сосни і дуба.
Грунтові умови зазначеної місцевості, достатня зволоженість завдяки мережі струмків – приток річки Горенка і Водиця, озерців – сприяли хорошому зростанню тут сосново-дубових лісів, а місцями й дубових ділянок ще за часів сивої давнини. 
Зазначена територія містить цінне ботанічне насадження: тут зростають кушир занурений, елодея канадська, наявність яких свідчить про давне існування тут оводненого осередка. У периферійній зоні відмічені вех широколистий, жеруха лучна, де-не-де стрілолист, установлено присутність водяного різака, сальвінії плавучої.
З птахів в урочищі зустрічаються мухоловка сіра, плиска біла, зрідка горихвістка чорна. Мешкають тут плазуни – вуж звичайний, черепаха болотяна, ящірка прудка; є земноводні – ропуха зелена. 